# Adnan Barakat
Adnan Barakat (* 3. September 1982 in Amsterdam) ist ein ehemaliger niederländisch-marokkanischer Fußballspieler.

## Karriere
Adnan Barakat erlernte das Fußballspielen in den Jugendmannschaften von DWV Amsterdam, AVV Zeeburgia und Ajax Amsterdam. Bei Ajax Amsterdam stand er von 2001 bis Mitte 2002 unter Vertrag. Hier wurde er in der zweiten Mannschaft eingesetzt. Die Mannschaft spielte in der Beloften Eredivisie. In der Liga traten ausschließlich Zweitvertretungen von größeren Klubs gegeneinander an. Mitte 2002 wechselte er zum NAC Breda. Der Verein aus Breda spielte in der ersten Liga, der Eredivisie. Hier absolvierte er 41 Spiele. Über die Stationen FC Eindhoven, SC Cambuur und FC Den Bosch ging er 2010 nach Aserbaidschan. Hier schloss er sich dem FK Baku aus der Hauptstadt Baku an. Mit dem Verein spielte er in der ersten Liga, der Premyer Liqası. 2010 gewann er mit Baku den aserbaidschanischen Pokal. Im Endspiel besiegte man FK Xəzər Lənkəran mit 2:1. Für Baku absolvierte er 31 Erstligaspiele. 2012 zog es ihn nach Thailand. Hier unterschrieb er einen Vertrag bei Muangthong United. Der Verein aus Pak Kret, einem nördlichen Vorort der Hauptstadt Bangkok, spielte in der ersten Liga, der Thai Premier League. Ende 2012 feierte er mit Muangthong die thailändische Meisterschaft. Zur Rückserie 2013 nahm ihn Ligakonkurrent Army United unter Vertrag. Für den Bangkoker Verein absolvierte er 16 Erstligaspiele. Die Hinserie 2014 spielte er beim ebenfalls in der ersten Liga spielenden Songkhla United. Nach der Hinserie verpflichtete ihn der Erstligist Police United. Am Ende der Saison musste er mit dem Hauptstadtverein in die zweite Liga absteigen. 2015 wurde er mit Police Meister der zweiten Liga, der Thai Premier League Division 1. Nach dem Aufstieg wurde Police vom thailändischen Fußballverband gesperrt. Im August 2016 kehrte er in seine Heimat zurück. Hier spielte er für die unterklassigen Vereine OFC Oostzaan, OFC Oostzaan Samstag, Hellas Sport Zaandam und Blauw Wit Amsterdam. Am 1. Juli 2021 beendete er seine Karriere als Fußballspieler.

## Erfolge
FK Baku
- Azərbaycan Milli Futbol Kuboku: 2010

Muangthong United
- Thailändischer Meister: 2012

Police United
- Thailändischer Zweitligameister: 2015